# Nortonville (Kansas)
Nortonville is een plaats (city) in de Amerikaanse staat Kansas, en valt bestuurlijk gezien onder Jefferson County.

## Demografie
Bij de volkstelling in 2000 werd het aantal inwoners vastgesteld op 620.
In 2006 is het aantal inwoners door het United States Census Bureau geschat op 590, een daling van 30 (-4,8%).

## Geografie
Volgens het United States Census Bureau beslaat de plaats een oppervlakte van
1,1 km², geheel bestaande uit land. Nortonville ligt op ongeveer 355 m boven zeeniveau.

## Plaatsen in de nabije omgeving
De onderstaande figuur toont nabijgelegen plaatsen in een straal van 20 km rond Nortonville.